# 羽林軍三十五
羽林軍三十五，又名寶瓶座97，BD-15 6406，HD 220278、SAO 165658、HR 8890，是寶瓶座的一颗恒星，视星等为5.2，位于銀經58.78，銀緯-66.08，其B1900.0坐标为赤經23h 17m 24.7s，赤緯-15° -66.08′ 17″。